# لاون الثاني
لاون الثاني أو ليون الثاني أو ليو الثاني (باللاتينية: Leo II) ـ (611 ـ 28 يونيو 683) هو بابا الكنيسة الكاثوليكية منذ تكريسه خلفًا للبابا أغاثو في 17 أغسطس 682 إلى وفاته في 28 يونيو من العام التالي.
ولد في صقلية، وانتقل إلى روما كغيره من رجال الدين المسيحيين الصقليين بسبب هجمات المسلمين التي توالت على جزيرة صقلية في منتصف القرن السابع الميلادي. انتخب بعد أيام قلائل من وفاة البابا القديس أغاثو (10 يناير 681)، غير أنه لم يكرس إلا بعد مرور عام وسبعة أشهر (17 أغسطس 682). عُرف ليون الثاني بكونه واعظًا مفوهًا، واهتمامه بالموسيقى، وعطفه على الفقراء.